# Råströmmen
Råströmmen är ett sund i Finland. Det ligger i kommunden Raseborg i landskapet Nyland.
Råströmmen ligger mellan Skärlandet i väster och Torsö i öster. Den sammanbinder Grobbfjärden i norr med Gammelbyfjärden i söder.
Sundet utgjorde fram till 1977 gräns mellan kommunerna Snappertuna och Ekenäs. När gruvdrift inleddes på Jussarö kring 1960 anlades en bro över Råströmmen för att förbinda gruvan via Baggöhamnen och färjan över Boxströmmen med fastlandet. 